# زرافشان (ازبکستان)
زرافشان، ازبکستان (به لاتین: Zarafshan) یک شهر در ازبکستان است که در استان نوایی واقع شده‌است.
جمعیت این شهر ۶۵٬۰۰۰ نفر می‌باشد.